# Ламот-Фенелон, Габриель-Жак де Салиньяк
Габриель-Жак де Салиньяк (фр. Gabriel-Jacques de Salignac; 25 июля 1688 — 11 октября 1746, Рокур), маркиз де Ламот-Фенелон — французский генерал и дипломат.

## Биография
Второй сын Франсуа III де Салиньяка, маркиза де Ламот-Фенелона, и Элизабет де Бополь де Сент-Олер.
Воспитывался в Камбре под присмотром двоюродного дяди архиепископа Фенелона.
Мушкетер (1704), служил в Нидерландах, участвовал в битве при Рамийи. 12 декабря 1706 получил роту в Королевском Кирасирском полку, командовал ею в Рейнской армии маршалов Вильруа (1707) и Бервика (1708).
Полковник Бигоррского пехотного полка (9.03.1709), командовал им в Дофинуазской армии Бервика, в 1710—1712 годах во Фландрской армии, в 1712 году участвовал в осадах и взятии Дуэ, Ле-Кенуа и Бушена.
31 августа 1711 при атаке небольшой крепости Орден, близ Бушена, получил серьезное ранение в бедро, которое оставило его калекой на всю жизнь.
Генеральный инспектор пехоты (20.10.1718), бригадир (1.02.1719), продал Бигоррский полк и стал полковником купленного вместо него Пуатевинского пехотного полка (6.03.1719). В том же году служил в армии на испанской границе, участвовал в осадах Фонтарабии, Сан-Себастьяна, Урхеля, Росаса.
В феврале 1723 продал полк и покинул службу. 31 мая 1724 был назначен полномочным послом в Нидерланды, одновременно 31 августа 1727 был направлен чрезвычайным послом на Суассонский конгресс.
Лагерный маршал (1.08.1734), 23 апреля 1735 назначен губернатором Ле-Кенуа и оставил должность генерального инспектора пехоты. Генерал-лейтенант (1.03.1738), член Военного совета (26.09.1738).
2 февраля 1740 был пожалован в рыцари орденов короля.
В марте 1744 была объявлена война Англии и королеве Венгерской, к которым присоединились и голландцы, после чего Фенелон покинул Нидерланды. 1 апреля направлен во Фландрскую армию короля, участвовал в осадах Менена, Ипра, 1 июля переведен в армию Морица Саксонского, окончил кампанию в Куртрейском лагере и 1 ноября назначен на зиму командовать в Ле-Кенуа.
В 1745—1746 годах служил в Рейнской армии принца Конти, в кампанию 1745 года наблюдавшего за противником с французского берега реки. В 1746 году участвовал в осаде Монса, затем принц соединился с армией короля. Под командованием Морица Саксонского участвовал в битве при Року, где получил ранение, от которого умер в тот же день.
В 1717 году выпустил исправленное издание «Приключений Телемака», и, предположительно, является автором предисловия к нему. Оставил «Дипломатические воспоминания» о своих посольских миссиях.

## Семья
Жена (15.12.1721): Луиза-Франсуаза Лепелетье де Розамбо (1697—6.08.1782), дочь Луи II Лепелетье де Розамбо, сеньора де Вильнёв-ле-Руа и де Монмельян, президента Парламента, и Шарлотты-Генриетты Лемера де Вервиль
Дети:
- Франсуа-Луи (7.11.1722—10.10.1767), маркиз де Фенелон, генерал-лейтенант, губернатор Мартиники. Жена (контракт 29.10.1747): Мари-Шарлотта де Малон де Берси (ум. 9.09.1760), дочь Луи-Клода де Малона, маркиза де Берси, и Генриетты-Виктуар Коллар
- N (р. в Нидерландах), мальтийский рыцарь (без посвящения), служил в роте серых мушкетеров, капитан кавалерии
- Леон-Франсуа-Фердинанд (30.05.1734, Гаага — 18.11.1787, Ломбес), епископ Ломбеса
- Франсуа-Габриель (1737, Гаага — 19 мессидора II года Республики / 7.07.1794, Париж, площадь дю Трон-Ранверсе), виконт де Фенелон, рыцарь ордена Святого Людовика, капитан фрегата, затем полковник пехоты на Мартинике. Гильотинирован. Жена (18.06.1764, Сен-Пьер-ле-Фор, Мартиника): Мари-Марта де Буаферме (ок. 1744—5.1.1805), сестра маркиза де Тийи-Бларю
- Ипполита-Этьенетта-Шарлотта (9.02.1727, Нидерланды — 3.11.1806, Перигё). Муж (30.06.1741): Франсуа-Давид де Лакрот, маркиз де Бове, сеньор де Шантерак, кампмейстер кавалерии
- Анн-Шарлотта-Луиза (1736—21.03.1819, Орлеан). Муж (22.11.1753): Франсуа-Пьер де Делле де Лагард, барон д'Ашер и де Ружмон, королевский советник, рекетмейстер
- Мари-Луиза-Огюстина. Муж (5.05.1760): Себастьен-Франсуа-Анж Ленорман де Мизи, государственный советник, интендант флота и колоний